# 前川乡
前川乡，是中华人民共和国山西省忻州市河曲县下辖的一个乡镇级行政单位。2021年5月，撤销前川乡，分别并入鹿固乡、单寨乡。将前川乡的前沟、南也、刘家沙也、石家庄、七星、后川6个村委会划归鹿固乡管辖，将前川、星佐、沙坡、夺印4个村委会划归单寨乡管辖。

## 行政区划
前川乡下辖以下地区：
前川村、星佐村、七星村、雨淋淋村、后川村、苍耳坪村、桑卜梁村、郑家洼村、夺印村、沙坡村、巩家梁村、牛草洼村、南也村、马家也村、石家庄村、前沟村、后沟村、刘家沙也村、李家沙也村、上沟北村、下沟北村、史家山村和大阴梁村。